# Helblindi
Dans la mythologie nordique, Helblindi ("Hel-blinder") est un jötunn, frère de Loki et Býleist, fils de Fárbauti et Laufey. 
Dans la poésie scaldique, Haustlöng du scalde norvégien Þjóðólfr ór Hvíni et Húsdrápa de Ulf Uggason, Helblindi est aussi un Kenning utilisé pour décrire Odin.